# Санта-Каталина (Уругвай)
Санта-Каталина (исп. Santa Catalina) — населённый пункт сельского типа (Pueblo) на юго-западе Уругвая, на территории департамента Сорьяно.

## География
Населённый пункт находится в юго-восточной части департамента, к югу от гряды Кучилья-дель-Бискочо, на высоте 137 метров над уровнем моря.
Санта-Каталина расположена на расстоянии приблизительно 76 километров к юго-востоку от города Мерседес, административного центра департамента и на расстоянии 163 километров к северо-западу от Монтевидео, столицы страны. Ближайший гражданский аэропорт расположен в городе Мерседес.

## История
Санта-Каталина возникла как населённый пункт при станции железнодорожной линии Монтевидео-Мерседес. Получила статус сельского населённого пункта (Pueblo) 19 декабря 1940 года.

## Население
По данным переписи 2011 года, население составляло 998 человек.
| Год  | Население |
| ---- | --------- |
| 1908 | 1 894     |
| 1963 | 824       |
| 1975 | 884       |
| 1985 | 882       |
| 1996 | 929       |
| 2004 | 1 053     |
| 2011 | 998       |

Источник: Instituto Nacional de Estadística de Uruguay

## Экономика
Город является значимым сельскохозяйственным центром, основным направлением которого является разведение крупного рогатого скота.